# George Stinney
George Junius Stinney Jr. (Pinewood, Carolina del Sur, 21 de octubre de 1929-Columbia, Carolina del Sur, 16 de junio de 1944) fue un niño estadounidense de origen afroamericano que se convirtió a los 14 años de edad en la persona más joven en ser ejecutada en la silla eléctrica, así como en el último menor de edad en morir por este método. 

## Antecedentes
Stinney fue injustamente condenado por el asesinato de dos niñas blancas: Betty June Binnicker, de 11 años y Mary Emma Thames, de 7, en el Condado de Clarendon, Carolina del Sur, cuyos cadáveres fueron descubiertos el 23 de marzo de 1944. Stinney fue arrestado al día siguiente bajo cargos de asesinato en primer grado. El juicio tuvo lugar el 24 de abril en el Tribunal del Condado Clarendon. Una vez seleccionado el jurado, compuesto exclusivamente de hombres blancos, comenzó el juicio a las 12:30 p. m. y terminó a las 5:30 p. m. Tras sólo 10 minutos de deliberación, el jurado declaró al acusado culpable. 
Bajo las leyes de Carolina del Sur en ese momento, toda persona a partir de 14 años de edad era juzgada como un adulto. Stinney fue condenado a pena de muerte en la silla eléctrica. La ejecución fue llevada a cabo en la Penitenciaría Estatal de Carolina del Sur en Columbia la mañana del 16 de junio de 1944, menos de tres meses después del crimen.
El caso de Stinney ha sido controvertido hasta nuestros días, porque no se resolvió satisfactoriamente y porque las investigaciones y procedimiento judicial demostraron numerosas anomalías. En 1989, el caso dio lugar a la
novela de David Stout, Carolina Skeletons. En 1999, se rodó la película Carolina Skeletons (también The End of Silence) basada en la novela y dirigida por John Erman, con Kenny Blank (quien cambió su nombre más tarde a Kenn Michael) como Linus Bragg, el chico de 14 años representando a George Stinney Jr.
Ambas chicas sufrieron traumatismo por golpe contundente en la cara y la cabeza. Los informes diferían sobre qué tipo de arma se había utilizado. Según un informe del médico forense, estas heridas habían sido "infligidas por un instrumento contundente con una cabeza redonda, del tamaño de un martillo". "Los cráneos de ambas chicas fueron perforados". El médico forense no informó de evidencia de agresión sexual sobre la niña más pequeña, aunque los genitales de la otra niña estaban ligeramente magullados. Los hímenes de ambas chicas permanecían intactos en el momento de las autopsias.
En 2014, 70 años después de su muerte, George Stinney Jr. fue absuelto de sus cargos y su condena considerada como nula por parte del tribunal de circuito de Carolina del Sur.

## Resolución del caso
Tras setenta años, la jueza de Carolina del Sur, Carmen Tevis Mullen, decretó el miércoles 17 de diciembre de 2014, que el condenado a muerte más joven de la historia de Estados Unidos no tuvo un proceso justo. La jueza dictaminó que el proceso judicial contra George Stinney había estado plagado de "violaciones fundamentales y constitucionales a un proceso regular". Durante un proceso que no duró más de una jornada, la policía afirmó que contaba con la confesión del adolescente, aunque no se encontró ninguna prueba escrita en ese sentido en los archivos judiciales. Su abogado, un cobrador de impuestos, en ese entonces en plena campaña para su reelección, convocó a muy pocos testigos y apenas realizó algunos simulacros de contra interrogatorios. Al jurado le bastaron apenas unos minutos para condenar al adolescente a la pena capital. Su abogado no apeló el fallo, lo que hubiera bastado para suspender la ejecución. Al examinar las actas del proceso, la magistrada Mullen no halló ninguna referencia a la presentación del arma del crimen. En lo que se refiere a la confesión de Stinney, la jueza estima que el policía la obtuvo de una “manera indebida, no conforme a los códigos y procedimientos penales”.
La hermana de Stinney afirma que ella  estaba junto a su hermano el día del asesinato y que por lo tanto no podría haberlas asesinado.